# Polyrhachis revoili
Polyrhachis revoili é uma espécie de formiga do gênero Polyrhachis, pertencente à subfamília Formicinae.